# Kabul

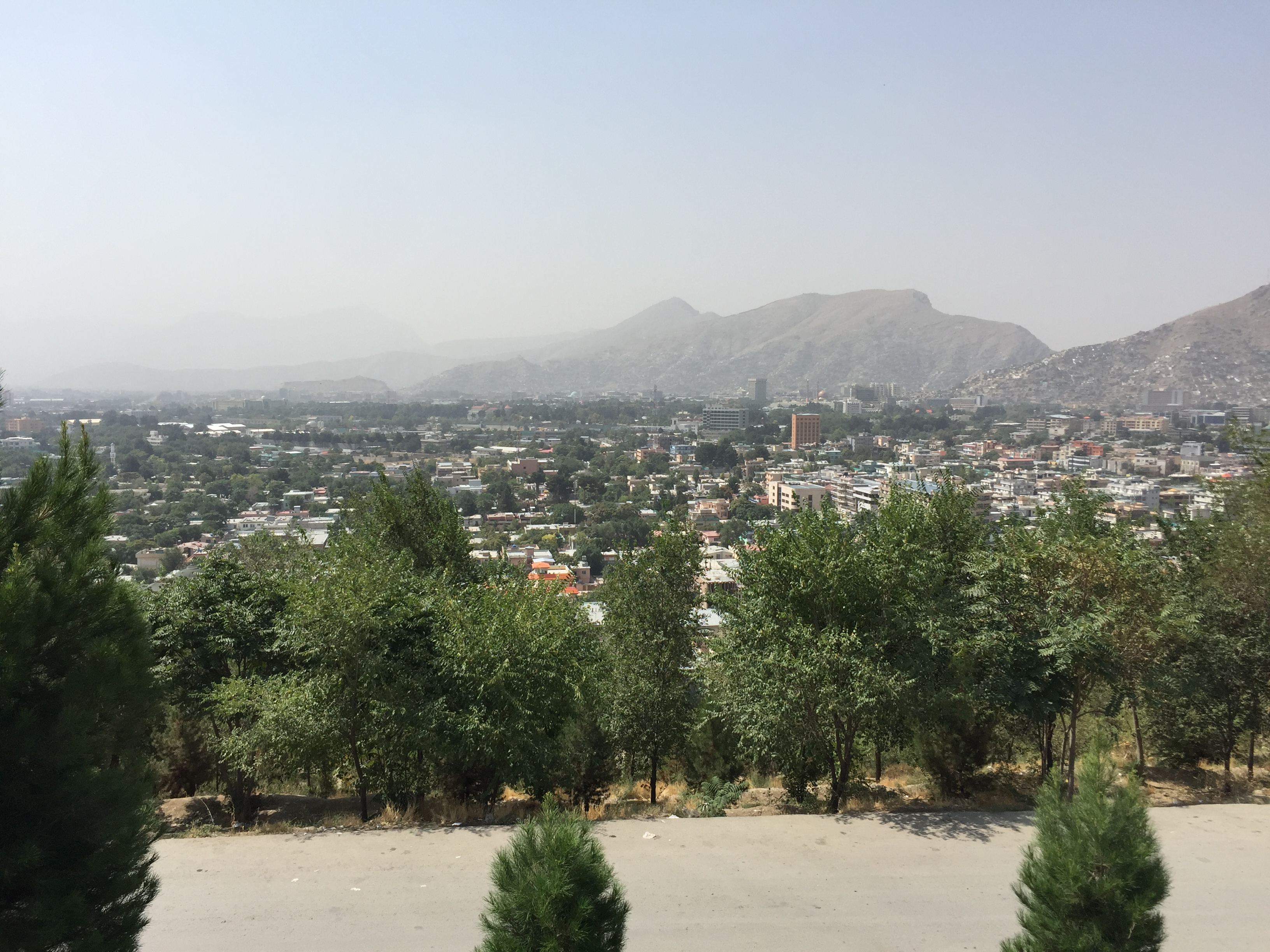
Kabul von einem Hügel aus

Rudimentäre Stadtkarte (englisch)

Kabul ([ˈkaːbʊl], Paschtu/Dari: کابل, Kābul) ist die Hauptstadt Afghanistans. Sie ist mit rund 4,9 Millionen Einwohnern (2025) die größte Stadt Afghanistans und das ökonomische und kulturelle Zentrum des Landes. Die im Osten Afghanistans gelegene Stadt ist in den letzten Jahren stark gewachsen. Sie steht unter den größten Städten der Welt auf Platz 92. Hinsichtlich der Bevölkerungsentwicklung steht sie weltweit unter den Städten, die am schnellsten wachsen, an fünfter Stelle. Mit über 3500 Jahren Geschichte ist sie eine der ältesten durchgehend besiedelten Regionen der Welt.
Da Afghanistan ein zentralistischer Staat ist, befinden sich alle Ministerien sowie der Regierungssitz, das Parlament und der Oberste Gerichtshof von Afghanistan in Kabul. Auch die Mehrheit der Banken, Firmen und Universitäten ist hier zu finden.

## Geographie

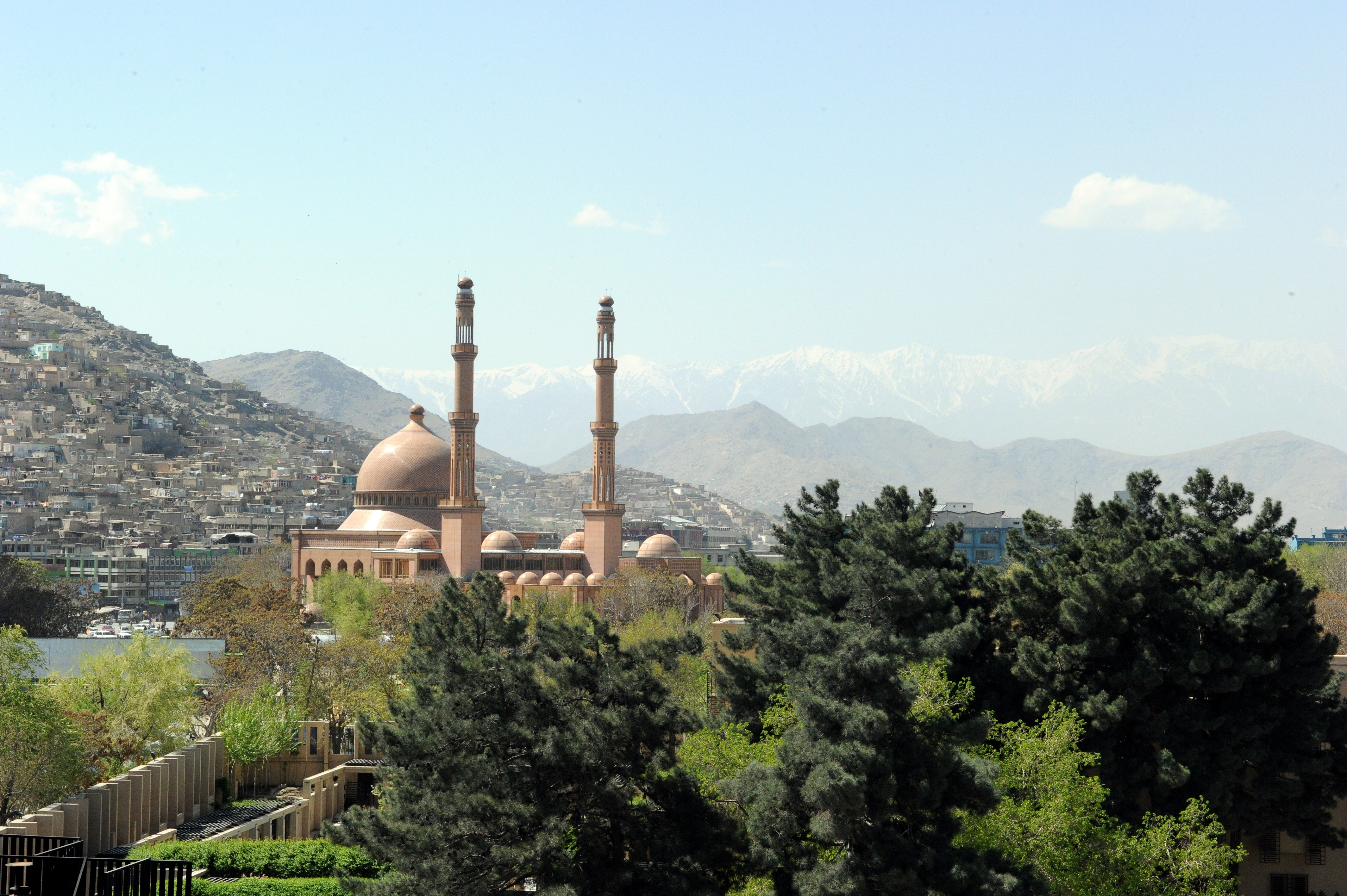
Moschee Abdul Rahman

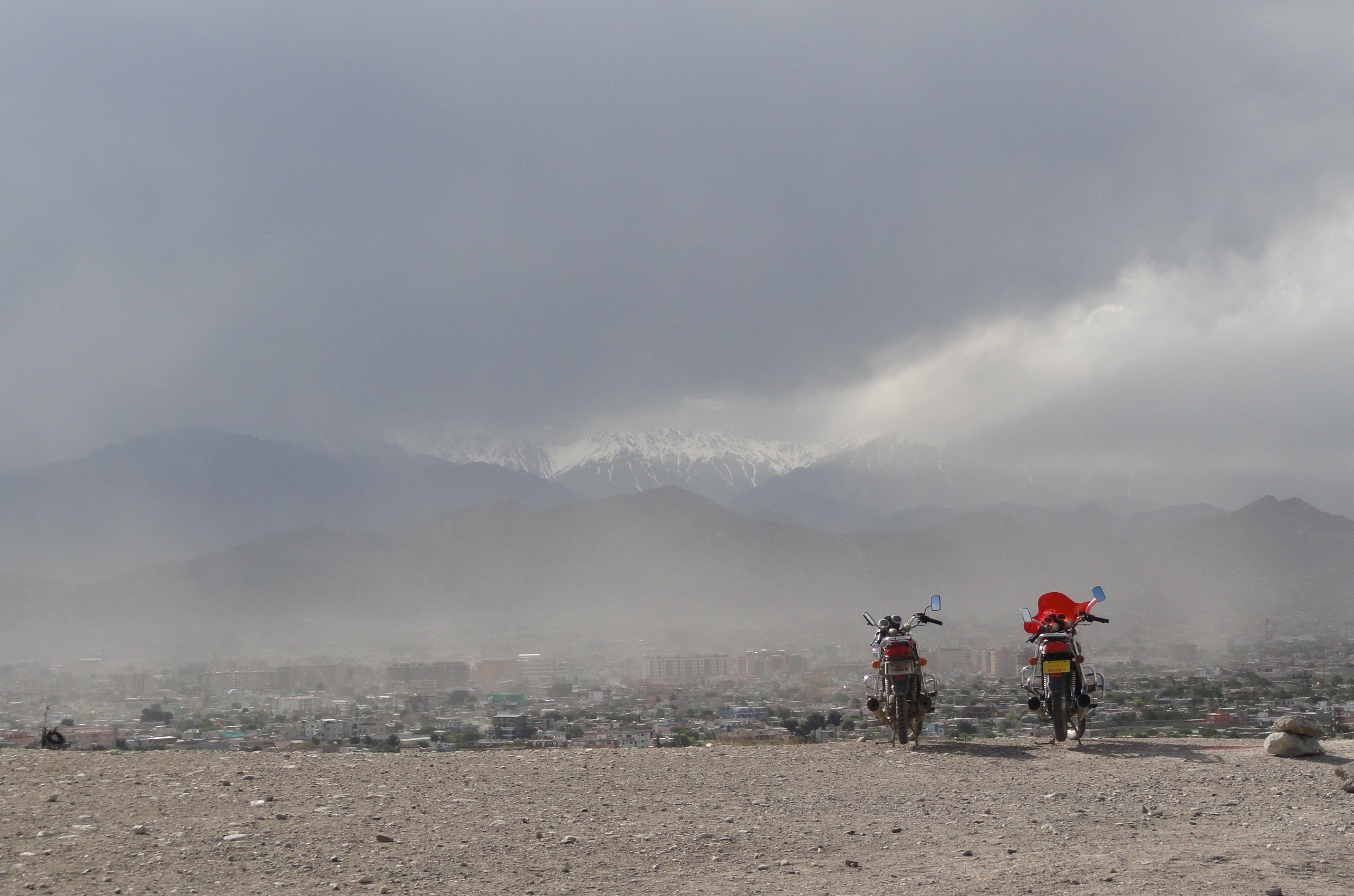
Blick über die Stadt

Die strategische Bedeutung der Stadt ist auf die Nähe zum Chaiber-Pass zurückzuführen, einer wichtigen Verbindung zwischen Afghanistan, Pakistan und Indien. Dieser verbindet die Hauptstadt mit Dschalalabad, einer der größten Städte des Landes. Sie liegt in einem Gebirgskessel am Hindukusch. Mit dem Norden des Landes hin ist die Stadt durch den Salangpass verbunden, durch den viele Güter aus den zentralasiatischen Republiken und aus Russland transportiert werden. Die Stadt wird vom Fluss Kabul mit Wasser versorgt und verfügt über kein eigenes Kanalsystem.

### Klima
Das kalte halb-aride Klima (BSk) ist der Lage zuzuschreiben. Für die Region sind die Temperaturen relativ niedrig. Die Winter können sehr kalt sein.
|                       | Jan  | Feb  | Mär  | Apr  | Mai  | Jun  | Jul  | Aug  | Sep  | Okt  | Nov  | Dez  |   |      |
| Mittl. Tagesmax. (°C) | 4,5  | 5,5  | 12,5 | 19,2 | 24,4 | 30,2 | 32,1 | 32,0 | 28,5 | 22,4 | 15,0 | 8,3  | ⌀ | 19,6 |
| Mittl. Tagesmin. (°C) | −7,1 | −5,7 | 0,7  | 6,0  | 8,8  | 12,4 | 15,3 | 14,3 | 9,4  | 3,9  | −1,2 | −4,7 | ⌀ | 4,4  |
|                       |      |      |      |      |      |      |      |      |      |      |      |      |   |      |
| Niederschlag (mm)     | 34,3 | 60,1 | 67,9 | 71,9 | 23,4 | 1,0  | 6,2  | 1,6  | 1,7  | 3,7  | 18,6 | 21,6 | Σ | 312  |
|                       |      |      |      |      |      |      |      |      |      |      |      |      |   |      |
| Sonnenstunden (h/d)   | 5,7  | 6,3  | 6,6  | 7,8  | 10,0 | 11,8 | 11,5 | 11,0 | 10,1 | 9,1  | 8,4  | 5,9  | ⌀ | 8,7  |
|                       |      |      |      |      |      |      |      |      |      |      |      |      |   |      |
| Regentage (d)         | 4    | 5    | 8    | 7    | 3    | 1    | 1    | 0    | 0    | 2    | 3    | 4    | Σ | 38   |
|                       |      |      |      |      |      |      |      |      |      |      |      |      |   |      |
| Luftfeuchtigkeit (%)  | 68   | 70   | 65   | 61   | 48   | 36   | 37   | 38   | 39   | 42   | 52   | 63   | ⌀ | 51,5 |

| −7,1 |

| −5,7 |

| 0,7 |

| 6,0 |

| 8,8 |

| 12,4 |

| 15,3 |

| 14,3 |

| 9,4 |

| 3,9 |

| −1,2 |

| −4,7 |

| −7,1 |

| −5,7 |

| 0,7 |

| 6,0 |

| 8,8 |

| 12,4 |

| 15,3 |

| 14,3 |

| 9,4 |

| 3,9 |

| −1,2 |

| −4,7 |

## Bevölkerung
Kabul spiegelt die ethnische und sprachliche Vielfalt des Landes wider, wobei jedoch traditionell die persischsprachige Bevölkerung die Mehrheit bildet. Offizielle Zahlen liegen nicht vor, doch setzt sich die Bevölkerung Schätzungen zufolge aus etwa 45 % Tadschiken und 25 % Hazara zusammen, gefolgt von weiteren 25 % Paschtunen. Usbeken, Turkmenen, Paschai und andere bilden kleinere Minderheiten.
In der Hauptstadt ist die Alphabetisierungsrate verhältnismäßig hoch, obwohl die Schulpflicht für Jungen sowie Mädchen überall im Land gilt.
Die Einwohnerzahl der Stadt stieg von ca. 171.000 im Jahre 1950 auf ca. 4,3 Millionen im Jahre 2020 an. Kabul gehört zu den am schnellsten wachsenden Großstädten der Welt. Für 2050 wird mit einer Bevölkerung von über 17 Millionen Menschen gerechnet.

### Bevölkerungsentwicklung laut UN
| Jahr | Einwohnerzahl |
| ---- | ------------- |
| 1950 | 171.000       |
| 1960 | 285.000       |
| 1970 | 472.000       |
| 1980 | 978.000       |
| 1990 | 1.549.000     |
| 2000 | 2.401.000     |
| 2010 | 3.289.000     |
| 2017 | 3.913.000     |

### Sprache
Kabul ist die bevölkerungsreichste und bedeutendste persischsprachige Stadt des Landes. Der Kabuler Dialekt (persisch کابلى / Kābulī), ein östlicher Dialekt des Persischen, dient als Standardsprache in der Politik, Bildung und in den Medien. Kābulī wird oftmals fälschlicherweise mit der persischen Schriftsprache Dari – einer der beiden offiziellen Landessprachen Afghanistans – gleichgesetzt. Neben Kabuli werden auch andere persische Dialekte wie Hazaragi oder Aimaq, sowie auch andere Sprachen wie Paschtu, Nuristani, Usbekisch oder Urdu gesprochen. Es gibt immer wieder Ausschreitungen zwischen verschiedenen Ethnien und Sprachgruppen.

### Religion
Wie im restlichen Afghanistan ist der Islam die dominierende Religion. Die meisten Einwohner der Stadt sind Sunniten; schiitische Muslime stellen eine bedeutende Minderheit. Darüber hinaus gibt es eine bedeutende hinduistische Gemeinde. Ehemals gab es in der Stadt auch zoroastrische und jüdische Gemeinden, die jetzt vollständig verschwunden sind. Der Asheqan-wa-Arefan-Schrein ist ein Mausoleum der Brüder und Volksheiligen Abd al-Samad und Abd al-Salam und eine bekannte Pilgerstätte.

## Geschichte
Einige Mythen beschäftigen sich mit dem Ursprung der Stadt. Dem Avesta und Schahnama zufolge wurde Kabul von Esfandiyar gegründet, einem legendären iranischen Helden. In dem ab der Mitte des 2. Jahrtausends v. Chr. entstandenen Rigveda wird die Gegend am Kabulfluss als Kabura oder ähnlich bezeichnet. Wann Kabul gegründet wurde, ist unklar. Während der Herrschaft der Achämeniden gehörte Kabul zur Satrapie Gandhara und war neben der Hauptstadt Taxila ein wichtiger Handelsknotenpunkt am Hindukusch.

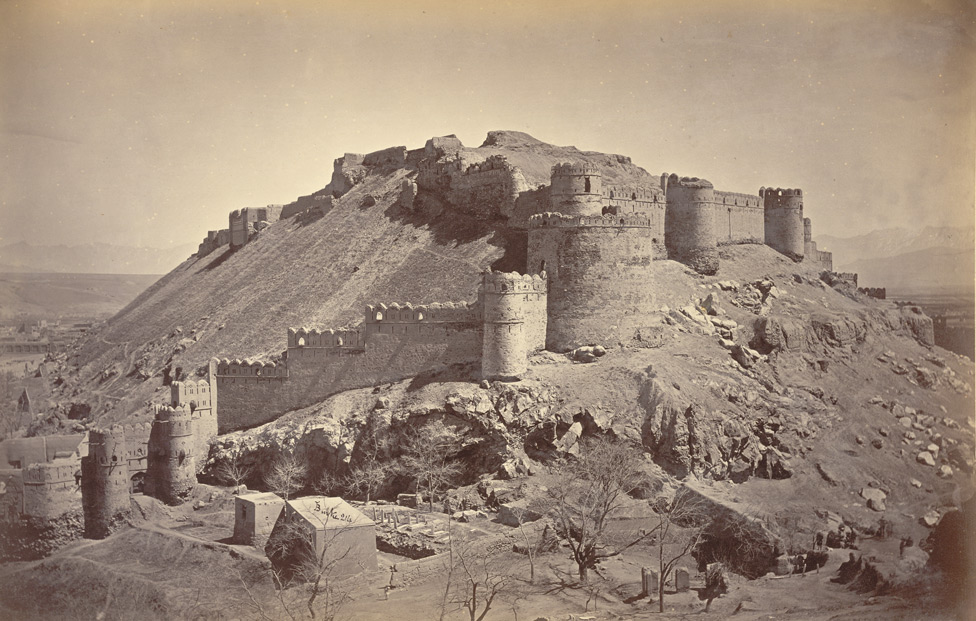
Das Fort Bala Hissar aus westlicher Richtung gesehen (1879)

Unter den Kuschanen wurde Kabul ein Zentrum der graeco-buddhistischen Kultur der Region, wurde aber wenig später von den Sassaniden erobert und wieder in das Perserreich eingegliedert. Vom 5. bis ins späte 7. Jahrhundert herrschten hier verschiedene Gruppen der iranischen Hunnen.
Vom 7. Jahrhundert bis zum 11. Jahrhundert n. Chr. regierten erst die buddhistischen Turk-Schahi, dann die hinduistischen Kabulschahian (Könige von Kabul) bzw. Hindu-Shahi (Hindu-Dynastie). Sie leisteten den arabischen Invasoren lange Zeit erfolgreich Widerstand. Die Islamisierung von Kabul begann mit dem Sendungsbewusstsein der Ghaznawiden im 11. Jahrhundert. 1504 wurde Kabul von Babur (1483–1530) erobert und zur Hauptstadt seines Machtbereiches gemacht.
Nadir Schah von Persien (1688–1747) nahm die Stadt 1738 ein. Unter Timur Schah Durrani, dem zweiten Sohn Ahmad Schah Durranis (des Begründers Afghanistans), wurde sie 1776 zur Hauptstadt von Afghanistan. Davor war Kandahar die Hauptstadt.

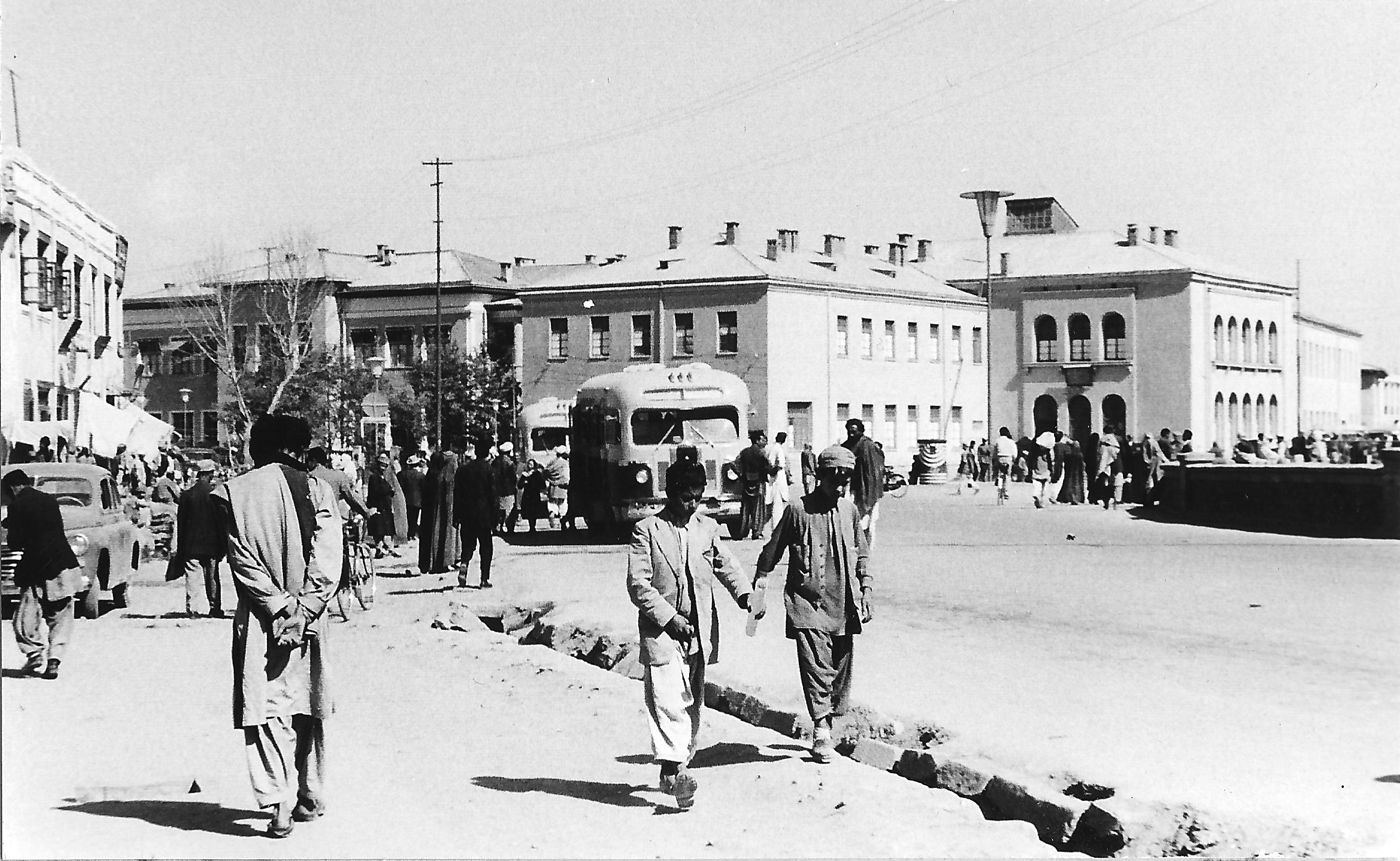
Kabul 1958

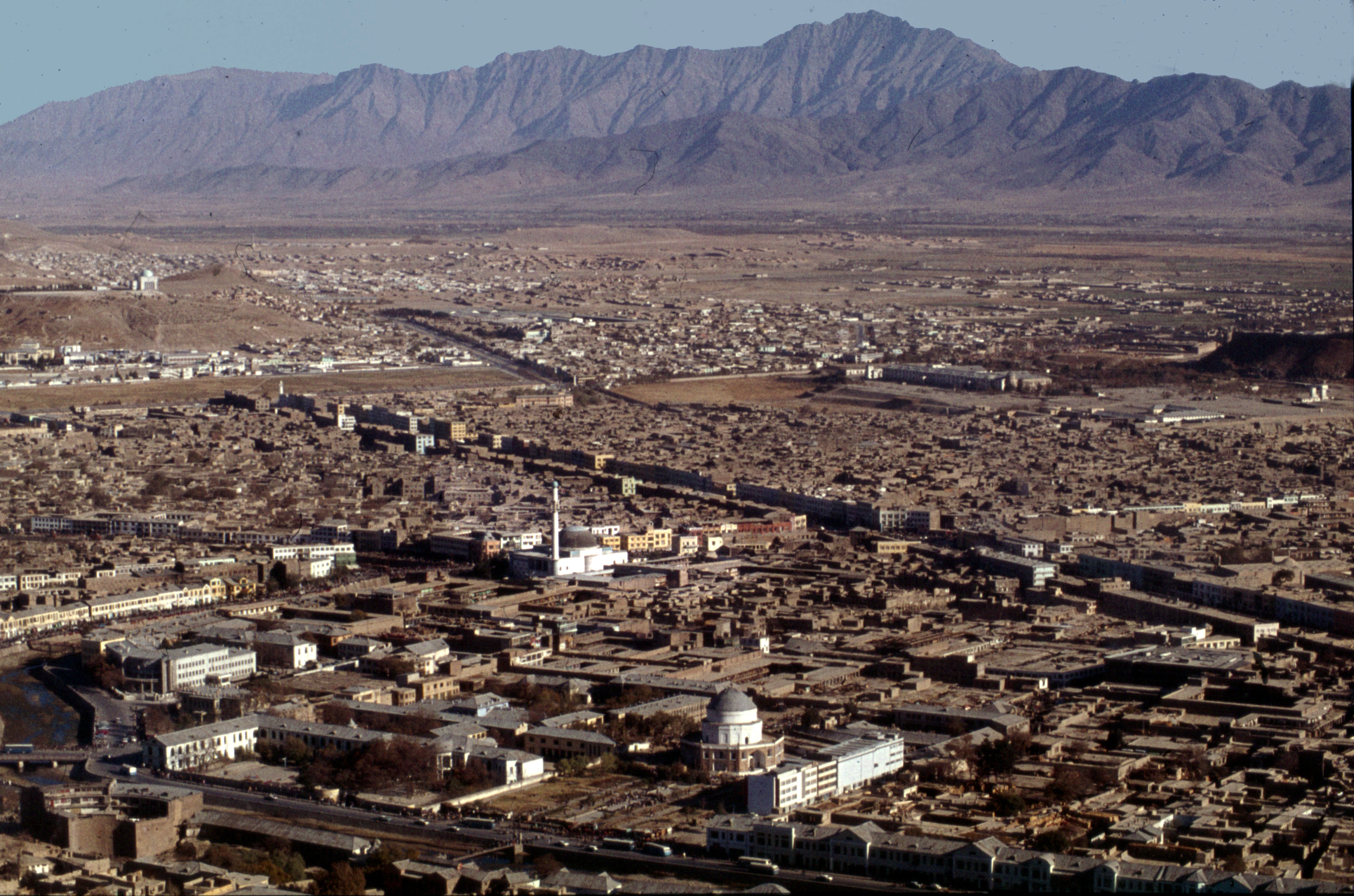
Kabul 1976

Kabul wurde von den Briten 1839 während des Ersten Anglo-Afghanischen Krieges eingenommen und 1842 aus Rache nach der Niederlage beim Rückzug teilweise niedergebrannt. Die Briten nahmen die Stadt 1879 nach einem Massaker am britischen Gesandten Louis Cavagnari und seinem Stab im Zweiten Anglo-Afghanischen Krieg erneut ein.
Die Amani-Oberrealschule Kabul wurde 1924 gegründet.
Die Sowjetunion besetzte Kabul am 27. Dezember 1979 mit zuvor eingesickerten Truppen, liquidierte Präsident Hafizullah Amin im Tajbeg-Palast und machte die Stadt zu ihrem Hauptquartier während ihres zehnjährigen Kriegs gegen die Mudschahedin-Rebellen. Während dieser Zeit verdreifachte sich die Bevölkerung der Stadt, nicht zuletzt durch Binnenflüchtlinge.
Nach dem Zusammenbruch der von der Sowjetunion eingesetzten Regierung unter Präsident Nadschibullah 1992 wurde Kabul Zentrum des Bürgerkriegs, in dem sich die verschiedenen Mudschaheddin-Gruppierungen gegenseitig bekämpften. In dieser Zeit verloren in den Straßen von Kabul über 50.000 Menschen ihr Leben. Dabei wurde auch der Großteil Kabuls vernichtet, der bis dato vor den Auswirkungen des Krieges verschont blieb.
1995 standen die von Pakistan unterstützten Taliban-Milizen bis 15 Kilometer vor der Stadtgrenze und eroberten Kabul im darauffolgenden Jahr. Die Taliban riefen in Kabul mit seinen 1,2 Millionen Einwohnern einen streng islamischen Staat aus. In der Zeit ihrer Herrschaft änderte sich kaum etwas am zerstörten Zustand der Hauptstadt.
Am 13. November 2001 übernahm die Nordallianz die Stadt, nachdem sich die Taliban aus Kabul zurückgezogen hatten. In Kabul wurde am 22. Dezember 2001 das Hauptquartier der ISAF (HQ ISAF) eingerichtet.
Danach begann der Wiederaufbau der Stadt, größtenteils durch das Ausland finanziert. So wurde der Flughafen durch Japan restauriert und die meisten Straßen neu asphaltiert. Die Stadt leidet auch nach dem Abzug der ausländischen Truppen unter verheerenden Anschlägen und der schlechten Sicherheitslage. Dadurch sind viele Gebäude, vorrangig Verwaltungsgebäude, von meterhohen Betonmauern umgeben und mit Wachposten bestückt.
2016 wurde das neue afghanische Parlament eröffnet, das nach mehrjähriger Bauzeit fertiggestellt wurde. Es wurde komplett von Indien finanziert und als Geschenk des indischen Volkes an Afghanistan bezeichnet.
Ab Mitte August 2021 wurde Kabul von den Taliban belagert.
Am 15. August 2021 kündigte die afghanische Regierung an, die Macht in Kabul friedlich an die Taliban zu übergeben.
Am 16. August besetzten die Taliban den Präsidentenpalast und übernahmen die Macht in der Hauptstadt mit Ausnahme des Flughafens, der noch bis 30. August 2021 von US-Kräften kontrolliert wurde.
Seit November 2022 ist Frauen in der Hauptstadt Kabul der Aufenthalt in öffentlichen Parks, Fitnessstudios und Freizeitparks auf Weisung der Taliban verboten.

### Attentate seit 2016
Beim Terroranschlag in Kabul am 19. April 2016 riss ein Selbstmordattentäter mindestens 64 Menschen in den Tod und verletzte weitere 347.
Beim Terroranschlag in Kabul am 23. Juli 2016 sprengten sich inmitten einer Demonstration zwei ISIS-Attentäter in die Luft und töteten 80 Menschen.
Am 8. März 2017 griffen bewaffnete Gangster das Sardar Daud Khan Militär-Krankenhaus an und töteten mindestens 49 Menschen.
Bei einem Bombenanschlag am 3. Mai 2017 kamen acht Menschen ums Leben, mindestens 25 wurden verletzt, bestätigte der stellvertretende Sprecher des Innenministeriums von Afghanistan, Najib Danish. Der Anschlag ereignete sich gegen 8:00 Uhr (UTC+4:30) in der Nähe des Massoud Square, unweit der Botschaft der Vereinigten Staaten, innerhalb des Polizeiabschnitts 9, der Afghanischen Nationalpolizei. Beim Anschlag wurden unter anderem Mine Resistant Ambush Protected Vehicles getroffen, die in einem Konvoi das Gebiet passierten. Bill Salvin, Sprecher der U.S. Forces Afghanistan (USFOR-A), bestätigte, dass bei dem Anschlag drei Mitglieder der Mission Resolute Support verletzt wurden. Zu dem Anschlag bekannte sich die Terrororganisation Islamischer Staat durch ihr Propaganda-Sprachrohr Amaq.
Am 31. Mai 2017 ereignete sich eine Explosion im Stadtteil Wazir Akbar Khan, am Zanbaq Square, wo zahlreiche diplomatische und konsularische Vertretungen ihren Sitz haben. Mindestens 80 Menschen kamen ums Leben und mehr als 350 wurden verletzt. Durch die Explosion wurde unter anderem das Botschaftsgebäude der Bundesrepublik Deutschland in Afghanistan beschädigt.
Am 3. Juni 2017 starben 20 Menschen bei drei Bombenanschlägen während eines Begräbnisses.
Die Provinz Kabul steht wegen der vielen Angriffe auf die Hauptstadt an der Spitze der Anschlags- und Opfer-Statistiken. Schon von 2015 auf 2016 war laut UN die Anzahl der zivilen Opfer von Anschlägen in Kabul um 68 Prozent gestiegen. Bis Juli 2017 wuchs sie im Vergleich zum Vorjahreszeitraum um weitere 59 Prozent.
Beim Selbstmordanschlag auf ein schiitisches Kulturzentrum und eine Nachrichtenagentur am 28. Dezember 2017 starben 50 Menschen, mehr als 80 wurden verletzt.
Am 4. Januar 2018 starben bei einem Selbstmordanschlag, zu dem sich die Terrormiliz IS bekannte, mindestens 20 Menschen.
Am 20. Januar 2018 starben bei einem Anschlag auf das Hotel Intercontinental mindestens 43 Menschen.
Bei einem Selbstmordanschlag mit einer Autobombe starben am 27. Januar 2018 mindestens 95 Menschen.
Mindestens 29 Menschen und 52 weitere wurden verletzt, als am 21. März während der Feierlichkeiten zum Neujahrsfest Nouruz ein Selbstmordattentäter in einer Menschenmenge vor einer Moschee seine Sprengstoffweste zündete. Der Anschlag ereignete sich in der Nähe der Universität und des Ali Abad Krankenhauses. Die Terrormiliz Daesh (ISIL, ISIS) reklamierte via Amaq die Tat für sich.
22. April 2018: Vor einem Zentrum zur Wählerregistrierung riss ein Selbstmordattentäter mindestens 69 Menschen in den Tod.
30. April: Zwei Selbstmordattentäter sprengten sich im Abstand von 20 Minuten im Regierungsviertel in die Luft und töteten so eine Reihe von Ersthelfern und Reportern, darunter
den Fotografen der Agence France-Presse Shah Marai, den Kameramann von TOLO News, Yar Mohammad Tokhi; Ebadollah Hananzi und Sabvon Kakeker von Radio Free Europe; Maharam Darani von Radio Azadai; die TV1-Kameraleute Ghazi Rasoli und Norozali Rajabi; Salim Talash und Ali Salimi von Mashal TV.
Im Oktober 2018 tötete ein Selbstmordattentäter 15 Menschen.
Im November 2018 starben mindestens 40 Menschen bei einem Anschlag auf eine religiöse Feier.
2019 (Auswahl)
Im Januar 2019 sprengten vier Attentäter einen Lastkraftwagen in die Luft. Mindestens vier Menschen starben und mindestens 113 Menschen wurden verletzt.
Im August 2019 riss ein Taliban-Selbstmordattentäter mit einer Autobombe 14 Menschen in den Tod und verletzte weitere 145.
Ebenfalls im August starben 63 Hochzeitsgäste durch einen Bombenanschlag des Islamischen Staates (IS); mehr als 180 wurden verwundet.
2020 (Auswahl)
Am 25. März 2020 starben 25 Menschen bei einem Anschlag in einem Sikh- und Hindutempel.
Im Oktober 2020 sprengte sich ein IS-Attentäter in die Luft und riss dabei mehrere junge Menschen mit in den Tod. Ort des Anschlags war ein Bildungszentrum im westlichen Stadtteil Dascht-e Bartschi.
2021 (Auswahl)
Am 26. August 2021 ereigneten sich zwei Selbstmordattentate auf den Flughafen Kabul, bei denen mindestens 60 Menschen starben, darunter zwölf US-Marines; 150 Menschen wurden verletzt.

## Wirtschaft

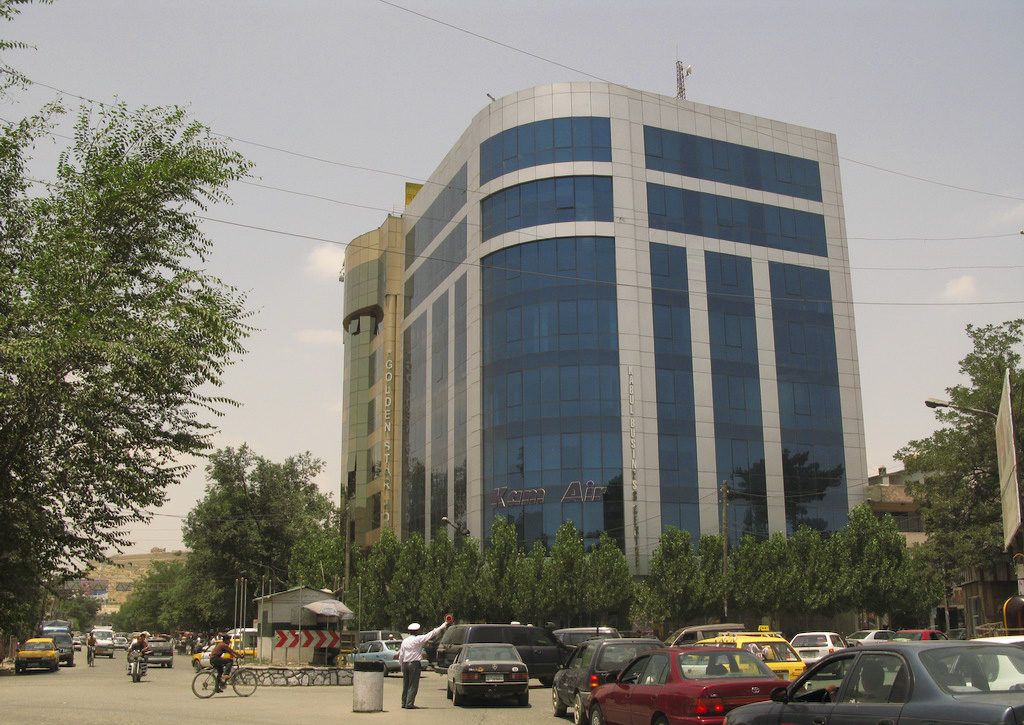
Golden Star Hotel im Einkaufs-, Hotel- und Bankenviertel Shahr-e Naw

In Kabul finden sich sehr viele Manufakturen und Kleinindustriebtriebe mit geringer Produktivität. Eine Übernahme von Produktionstechnologien aus dem Ausland findet nicht zuletzt wegen umfassender Wirtschaftssanktionen kaum statt. Kabul ist der Hauptumschlagsplatz für die wenigen landwirtschaftlichen Exporte Afghanistans wie beispielsweise Trockenfrüchte.
Die Zentralbank Da Afghanistan Bank und die meisten afghanischen Firmen haben hier ihren Hauptsitz.

## Verkehr

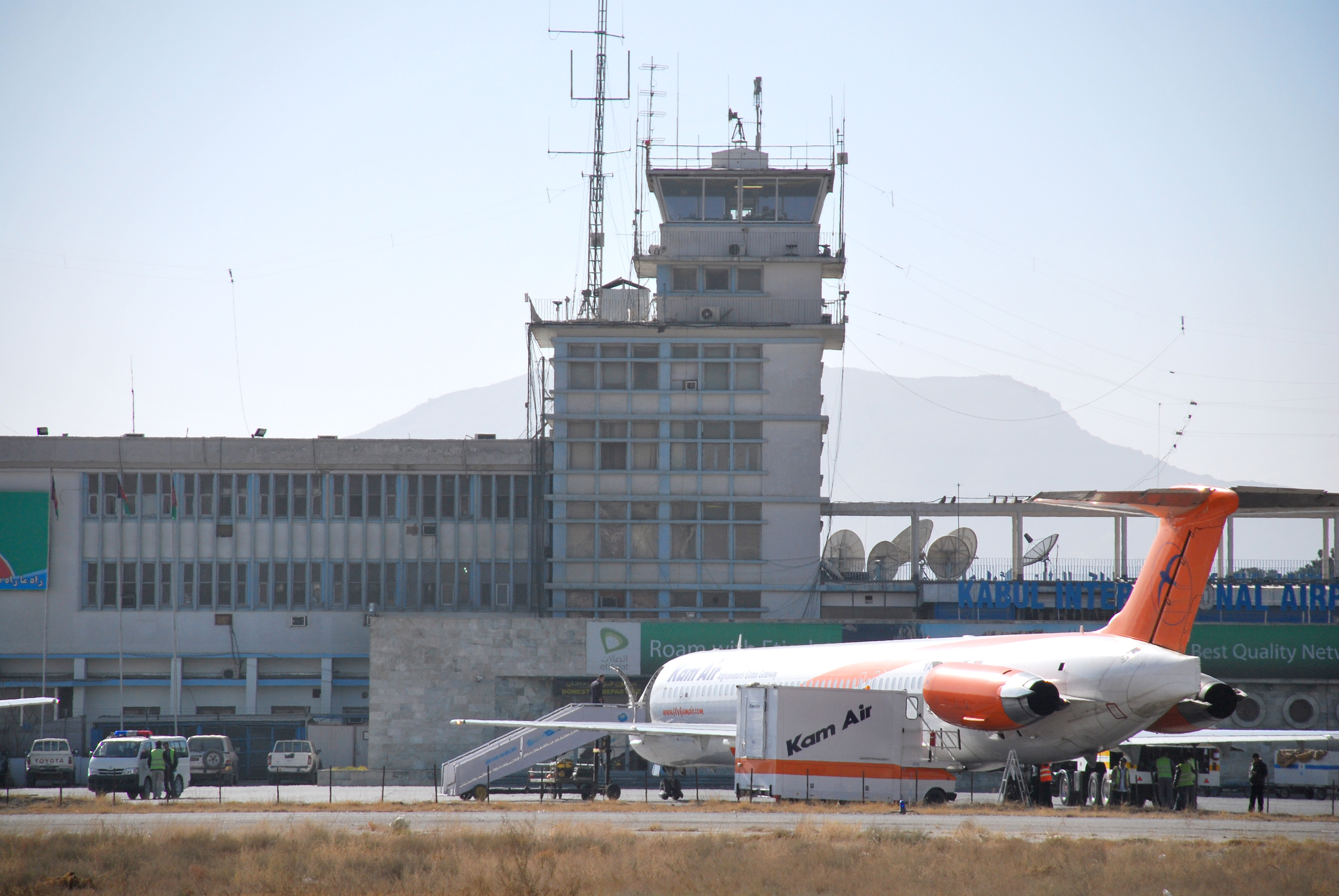
Internationaler Flughafen Kabul

In der Stadt liegt der Kabul International Airport, der nach dem Krieg durch Japan wiederhergestellt wurde.
Beim Eisenbahnbau in Afghanistan in den 1930er-Jahren spielten deutsche Konstrukteure, Baufirmen und Maschinen eine herausragende Rolle. Die Verbindung Dschalalabad–Kabul wurde vom Berliner Konsortium Lenz geplant, existiert heute jedoch nicht mehr.
Die 7 km lange Tram (Straßenbahn) Kabul–Darulaman von 1923 wurde ebenfalls mit deutschen Lokomotiven der Marke Henschel aus Kassel betrieben. Während der Talibanzeit wurden die Schienen abgebaut und als Metallschrott ins Ausland verkauft.
In Kabul war vor dem Bürgerkrieg der Bau einer Metro (U-Bahn) geplant, der jedoch nicht umgesetzt werden konnte, da am 27. April 1978 der damalige Ministerpräsident Mohammed Daoud Khan im Zuge eines Staatsstreichs ums Leben kam.
In der Hauptstadt verkehrte von 1979 bis 1993 der Oberleitungsbus Kabul, der einzige Obus-Betrieb Afghanistans. Er musste infolge des Bürgerkriegs eingestellt werden.
Vorrangig die Hauptverkehrsstraßen wurden im Zuge des Wiederaufbaus der Stadt neu konstruiert und asphaltiert. Trotzdem gibt es zahlreiche nicht befestigte Straßen und Gassen. Der Verkehr wird durch die Verkehrspolizei geregelt, doch kommt es überdurchschnittlich oft zu Staus und Unfällen.
Durch die Ring Road ist Kabul mit den größten Städten des Landes verbunden (Kandahar, Herat, Masar-e-Sharif).

## Bauwerke
Bekannte Bauwerke sind der Präsidentenpalast Arg, der Darul-Aman-Palast, der Tajbeg-Palast, die Zitadelle Bala Hissar und der Palast Tschehel Sotun. Auf die internationalen Konflikte verweist der Britische Friedhof oder das Deutsche Gefallenendenkmal. Zu den größten Hotels des Landes gehört das Intercontinental Kabul.

## Gartenanlagen von Kabul
Kabul bestand eigentlich aus verschiedenen Gärten und Parkanlagen, Bagh (persisch باغ): wie Badam-Bagh, Bagh e Alam Ganj (befand sich von 1924–1970 Amani-Oberrealschule), Bagh e Ali Mardan, Bagh e Babur, Bagh e Qazi, Bagh e Wazir, Baghe Tschel Seton bzw. Chilsotoon Bagh (dort steht (persisch تخت رستم) Tacht e Rostam (Thron von Rostam; siehe auch Persepolis)), Gul Bagh, Baghe Bala, Bagh e Vafa, Bagh e Pole Ommumi, Qarabagh, Bagh e Zanana, Bagh e Shah Rara, Bagh e Nur Afshan, Bagh e Gul Tschar Bagh, Nila Bagh, Nasir Bagh und die Parks wie Park e Zarnegar, Cinema Park u. v. m. Diese Gärten sind überwiegend in den Zeiten des Mogulreiches in Kabul angelegt worden.

Bagh e Babur
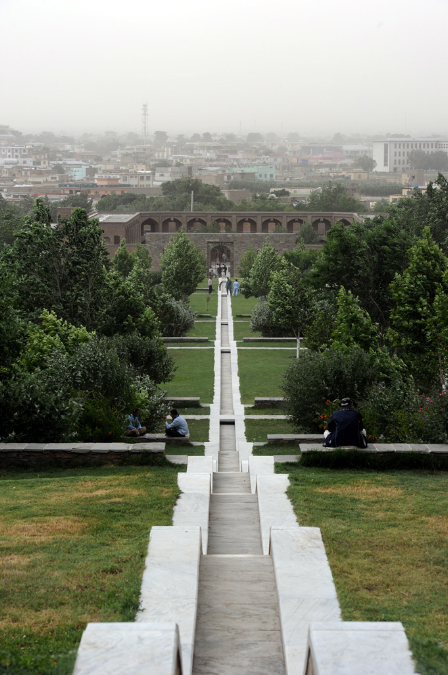
Bagh e Babur
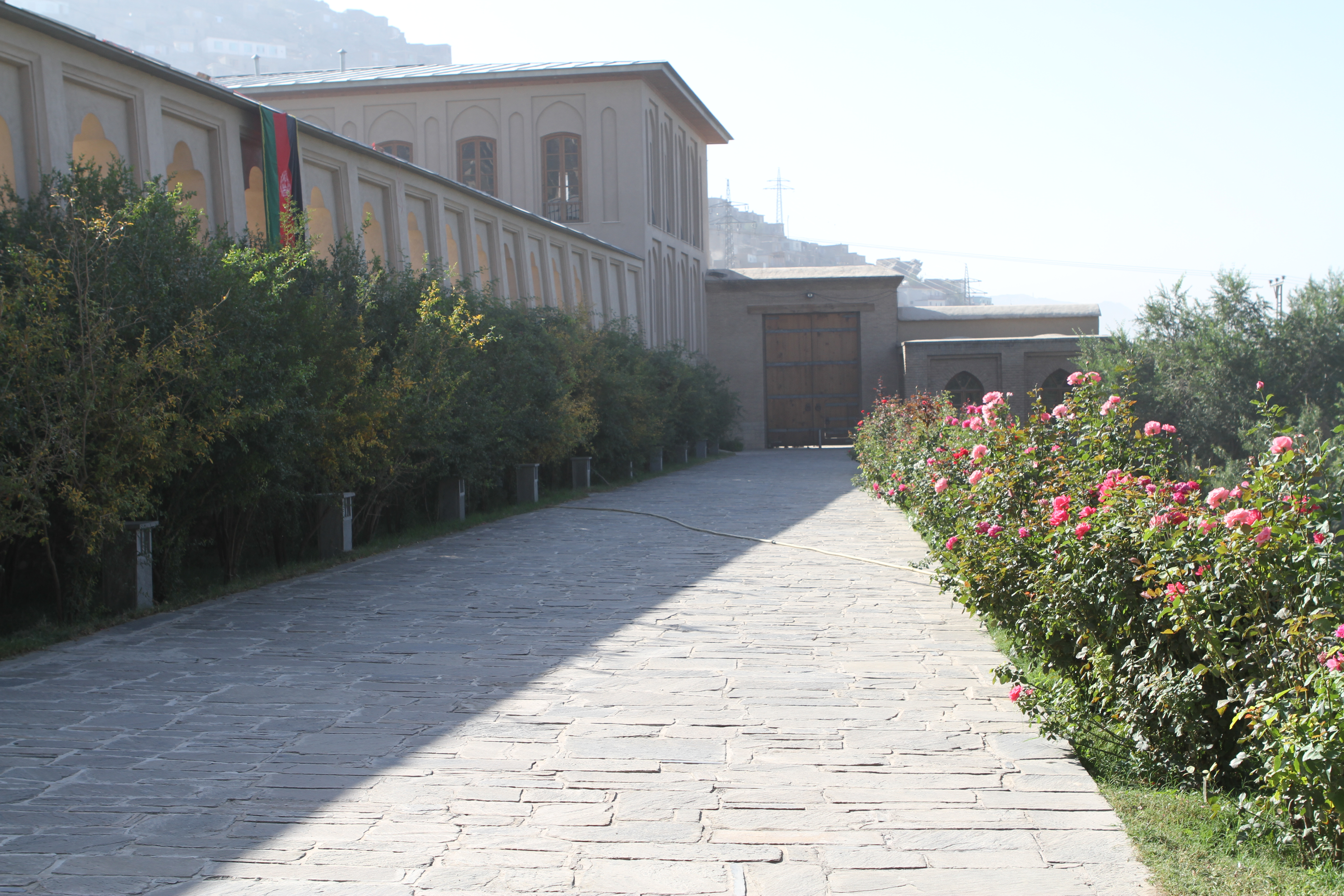
Bagh e Babur
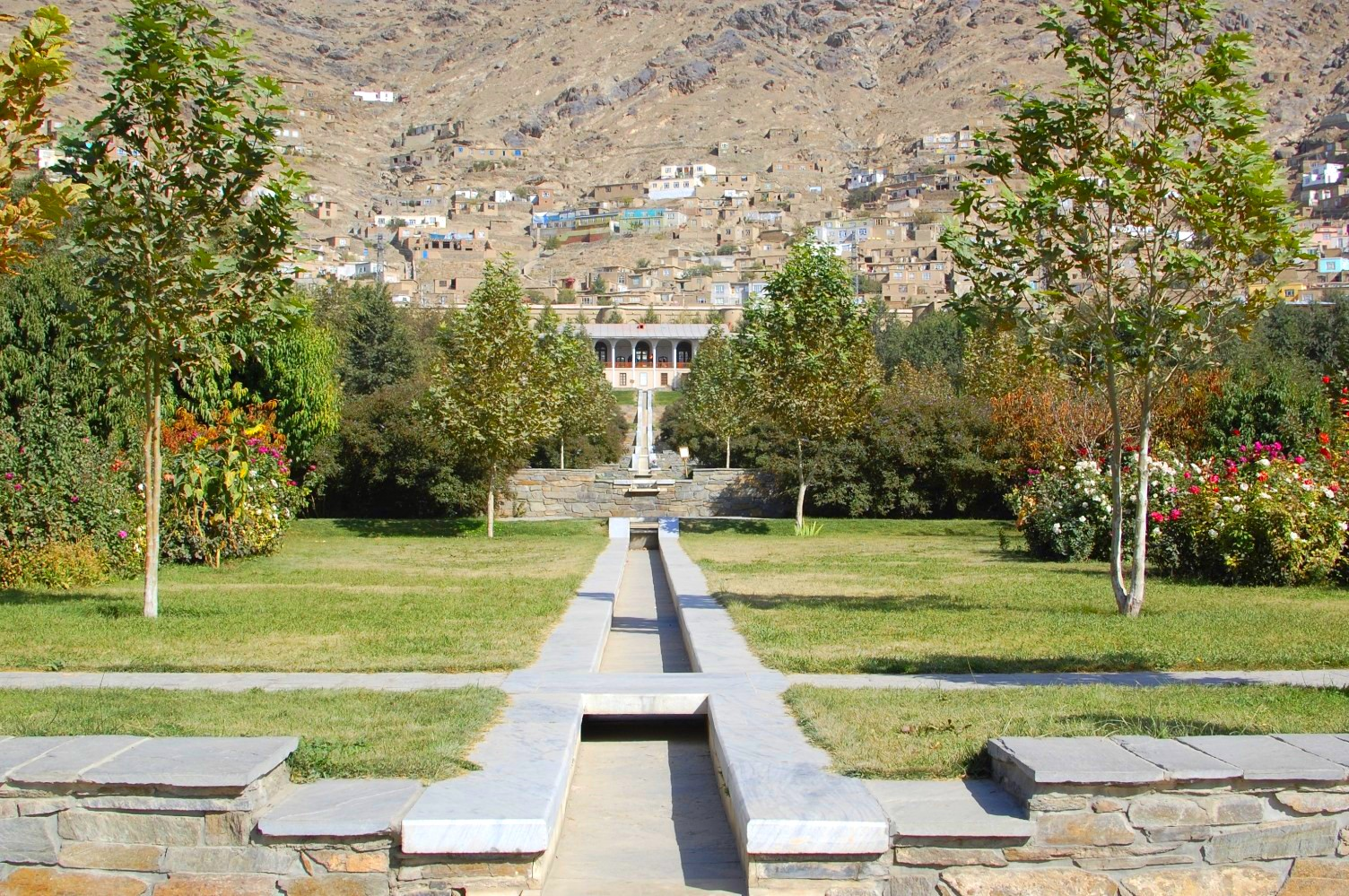
Bagh e Babur
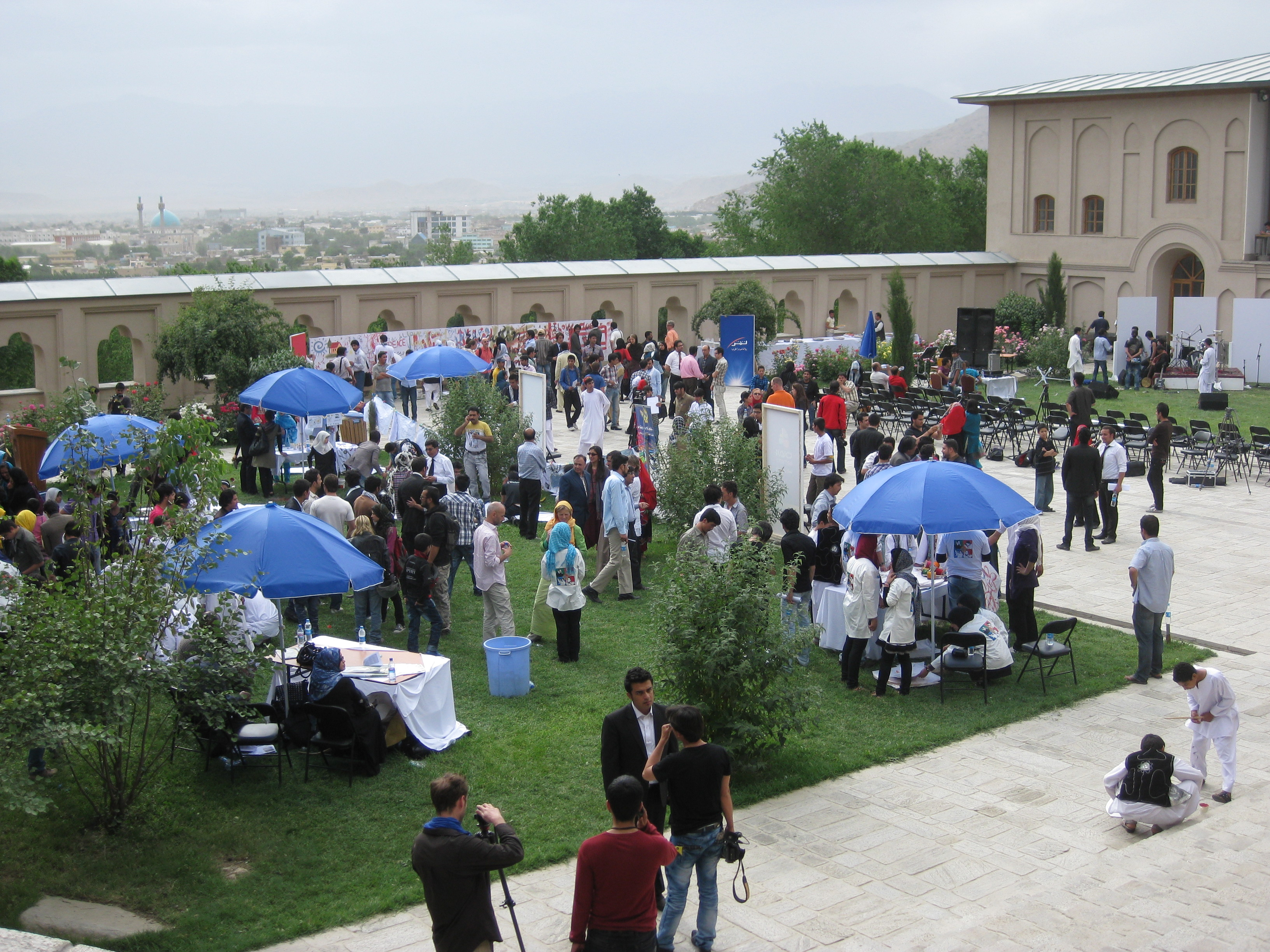
Bagh e Babur
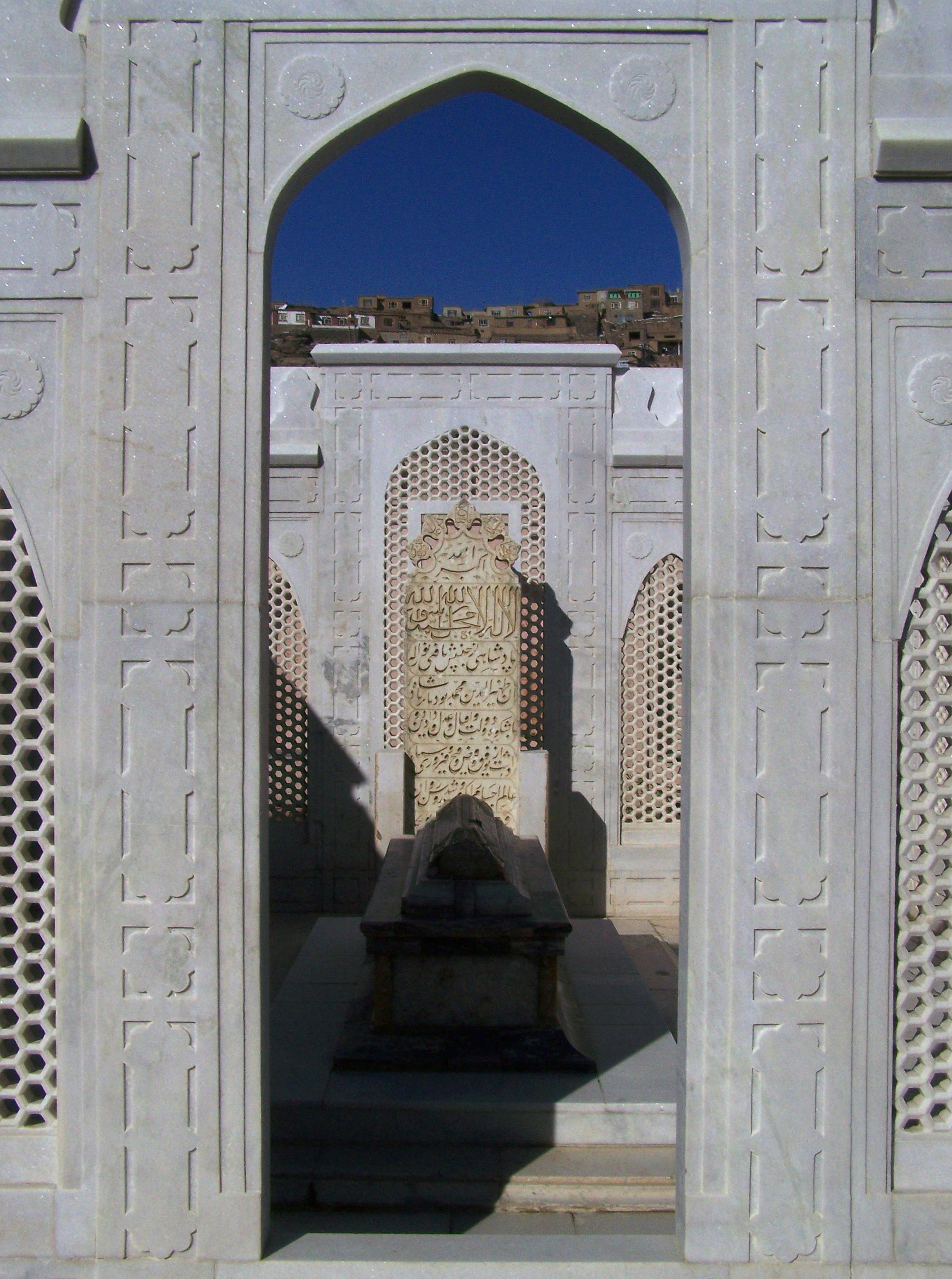
Baburs Grab

Die obengenannten Gärten waren Lustgärten für Könige und Vergnügungsgärten für die Bevölkerung vor allem freitags für Picknicks und während der Feste für diverse Veranstaltungen, Spiele, Drachensteigen und Wettkämpfe. Der inzwischen renovierte Babur-Garten steht heute wieder der Kabuler Bevölkerung zur Verfügung.
Diese Gärten wurden im Laufe der Zeit entweder zerstört oder für andere Zwecke umfunktioniert. Zu diesen Gärten zählen nicht die Obst- und Gemüsegärten, die während der Indus-Kultur angelegt worden waren. Alexander der Große gründete den Ort Istafil im Nordwesten von Kabul. Heute heißt der Ort wegen der Lautverschiebung Istalif. Der Ort ist für seine Keramik und Kelimherstellung berühmt.

## Sport

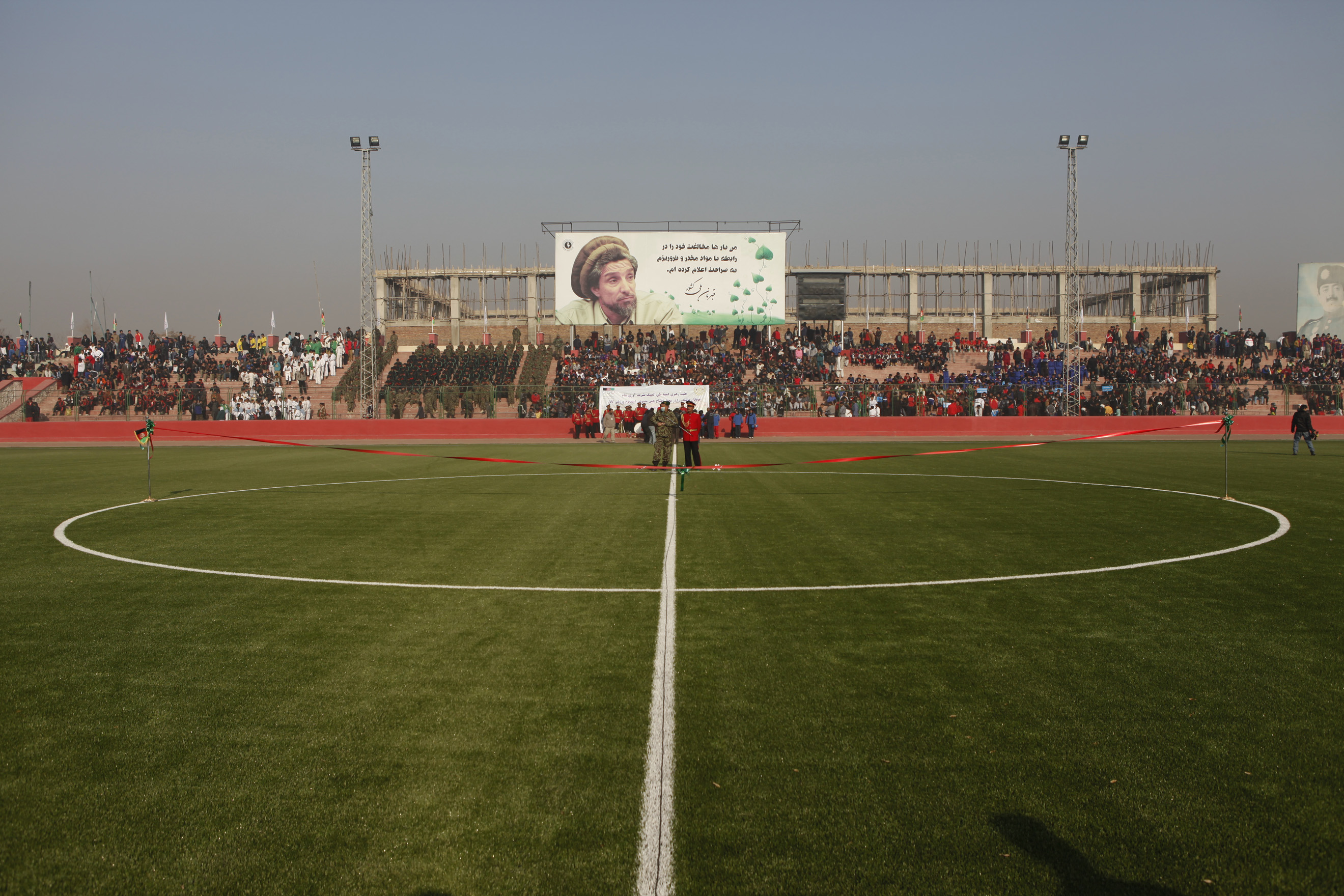
Ghazi-Stadion

Als erfolgreichster Fußballverein gilt Ariana Kabul FC, der zehnmal die afghanische Meisterschaft gewinnen konnte. 2007 wurde der Fußballverein FC Kabul Bank Vizemeister in der Afghanistan Premier League. Das Ghazi-Stadion ist das Heimatstadion des FC Maiwand, wird aber auch von anderen Vereinen aus Kabul genutzt. Da das Stadion jedoch nicht den Internationalen Standards angepasst war, wurde ein neues Stadion in Kabul errichtet. Da Cricket eine immer stärker werdende Rolle spielt, wurde auch dafür eine neue Spielstätte eingerichtet, der Alokozay Kabul International Cricket Ground.